# Quisiro
Quisiro es una población del municipio Miranda (Zulia). Es la capital de la Parroquia Faría. Cuenta con buenas playas aptas para el disfrute de los Zulianos.

## Ubicación
Se encuentra en el extremo noroeste del municipio Miranda, con la Ciénaga de los Olivitos al oeste, el caño Oribor al norte, y ubicado dentro de una sabana árida.

## Zona residencial
Quisiro ha vivido distintas épocas de prosperidad, primero como principal productor de arroz del municipio, luego como única playa apta de la Costa Oriental del Lago de Maracaibo. Actualmente conjuga ambas facetas. Su historia se remonta a los días del estado Falcón - Zulia, cuando originalmente fue una población del estado Falcón, luego de la separación, permaneció como población del estado Zulia.
Las tierras bajas y la irrigación del caño Oribor, convirtieron al pueblo en un importante productor de arroz, el cual sigue siendo uno de sus principales rubros.
Sus playas son lás únicas del municipio Miranda dentro del Golfo de Venezuela, por lo que nunca se han visto afectadas por la contaminación del Lago de Maracaibo, sin embargo tiene muy pocos cocoteros y en temporadas como Semana Santa, Carnaval o fechas patrias, gran cantidad de turistas van a pasar un buen rato.

## Geografía
Su clima es árido, estando ubicado dentro de una llanura desértica, donde no crecen árboles, y hay plantas xerófilas, durante algunas estaciones los cactus florecen y producen frutos rojos conocidos como datos. En las llanuras y en la orilla de la playa se forman dunas, las que han tragado casas.

## Refugio de Fauna Ciénaga de los Olivitos
Es un conjunto de lagunas ubicado al oeste de Quisiro en la Bahía del Tablazo, está constituido por manglares y lagunas donde se reproducen flanmingos rosados que emigran estacionalmente a las Antillas Neerlandesas.

## Caño Oribor
Es un curso de agua natural que nace en la serranía de Falcón pasa por Mene de Mauroa y desemboca en el Golfo de Venezuela, está más asociado con Quisiro, donde es aprovechado para irrigar las plantaciones de arroz.

## Playa Oribor
La playa Oribor nunca ha sido afectada por la contaminación, en temporadas como Semana Santa, Carnaval o fechas patrias, gran cantidad de turistas van a pasar un buen rato.
La playa Oribor tiene a veces oleaje fuerte pero también algunas veces esta tranquila e impecablemente azul.
también hay casas para dormir, restaurantes y un bar.